# Ларс Гертервіґ
Ларс Хертервіґ (норв. Lars Hertervig; 16 лютого 1830, Тюсвер, Ругаланн — 6 січня 1902, Ставангер) — норвезький художник-романтик, майстер фантастичного пейзажу.

## Життєпис
Ларс Гертервіґ народився 16 лютого 1830 року в муніципалітеті Тюсвер у Норвегії на північ від Ставангера в бідній фермерській сім'ї. У 1852 році Хертервіг почав навчання в Дюссельдорфській академії мистецтв у Ганса Ґуде. Через два роки в нього почали з'являтися явні ознаки шизофренії. Ларс змушений був залишити академію та повернутися в Норвегію, в околиці Ставангера. Пізніше він усе життя страждав від душевних хвороб. Лікування на Середземному морі не допомогло, і в жовтні 1856 року Ларса прийняли в психіатричну клініку Гаустад в Осло. Лікування також було невдалим. Тож останні тридцять років життя він жив у бідності. Йому бракувало грошей навіть на полотна, так що він змушений був працювати з гуашшю і аквареллю. У деяких роботах він навіть наклеював папір у декілька шарів, імітуючи полотно. Художник помер у будинку опіки в Ставангері. За життя він був практично невідомим. Перша велика виставка за участю його робіт пройшла в 1914 році, через 12 років після його смерті.
Гертервіґу присвячений роман норвезького письменника Юна Фоссе «Меланхолія» (Melancholia I, 1995).
У Ставангері зберігся будинок художника, на його честь названі вулиця і площа[які?].

## Палітра художника
У Норвегії його називають «Lysets maler» — художником світла. Найбільш відомі його пейзажі області Рюфюльке. На пейзажах Хертервіга зображено реальні види біля Ставангера, зі скелями та соснами. Проте скелі та дерева в його пейзажах набувають фантастичних контурів, особливо після 1860-х років. Скелі та хмари часто дуже добре промальовані, характерне блакитне небо.

## Твори
- «Прибережний пейзаж» (1855)
- «Лісове озеро» (1865). Картина зберігається в національній галереї м. Осло.
- «Старі сосни» (1865)
- «Острів Боргія» (1867)